# Charles Nodier

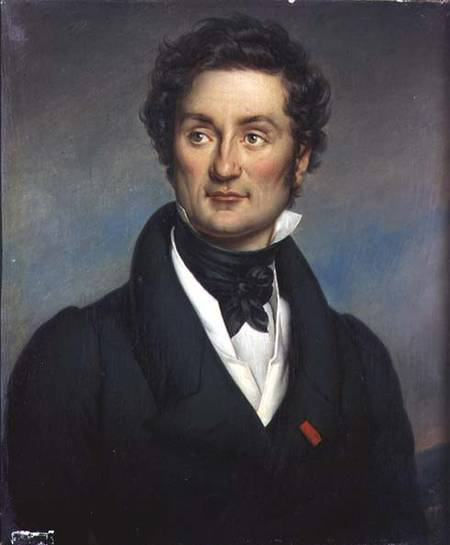
Charles Nodier, geportretteerd door Paulin Guérin.

Jean Charles Emmanuel Nodier (Besançon, 29 april 1780 - Parijs, 27 januari 1844) was een Frans schrijver, journalist en bibliothecaris. Hij speelde een belangrijke rol in de ontwikkeling van de romantiek in de Franse literatuur in de 19e eeuw.

## Levensloop

### Afkomst en studies
Charles Nodier was de vrucht van de liefde tussen Antoine-Melchior Nodier, gewezen oratoriaan die advocaat geworden was in Besançon en zijn meid Suzanne Paris. Door hun huwelijk in 1791 werd de jonge Charles op elfjarige leeftijd gelegitimeerd. Zijn vader onderwees hem op jonge leeftijd het Latijn en liet hem vanaf de leeftijd van tien jaar werken van verscheidene Franse auteurs lezen.
In november 1790 werd zijn vader verkozen tot burgemeester van Besançon en het jaar nadien werd hij voorzitter van de departementale rechtbank. De jonge Charles werd op twaalfjarige leeftijd lid van de Club des Jacobins van Besançon, de politieke vereniging die belangrijk was in het begin van de Franse Revolutie, waar hij een patriottistische toespraak hield. Hij was niet te beroerd om tegen de rechtspraak van zijn vader in te gaan. Zo viel hij in de gratie van een vrouw, die stiekem geld verzonden had naar een uitgewezen persoon, door te dreigen met zelfmoord indien hij de verdachte zou veroordelen.
In 1793 kreeg Nodier privé-les in plantkunde, entomologie en mineralogie van ridder Justin Girod-Chantrans. Begin 1794 zond zijn vader hem naar Straatsburg waar hij van de Jakobijn Euloge Schneider onderricht in het Grieks kreeg. Schneider die openbaar aanklager was aan de rechtbank werd op 1 april 1794 geëxecuteerd waardoor Nodier noodgedwongen terugkeerde. Omdat het te gevaarlijk was geworden in Besançon wegens de Terreur ging hij terug naar Girod-Chantrans die op het platteland verbleef en hem ditmaal onderrichtte in het Engels en het Duits.

### Literair debuut

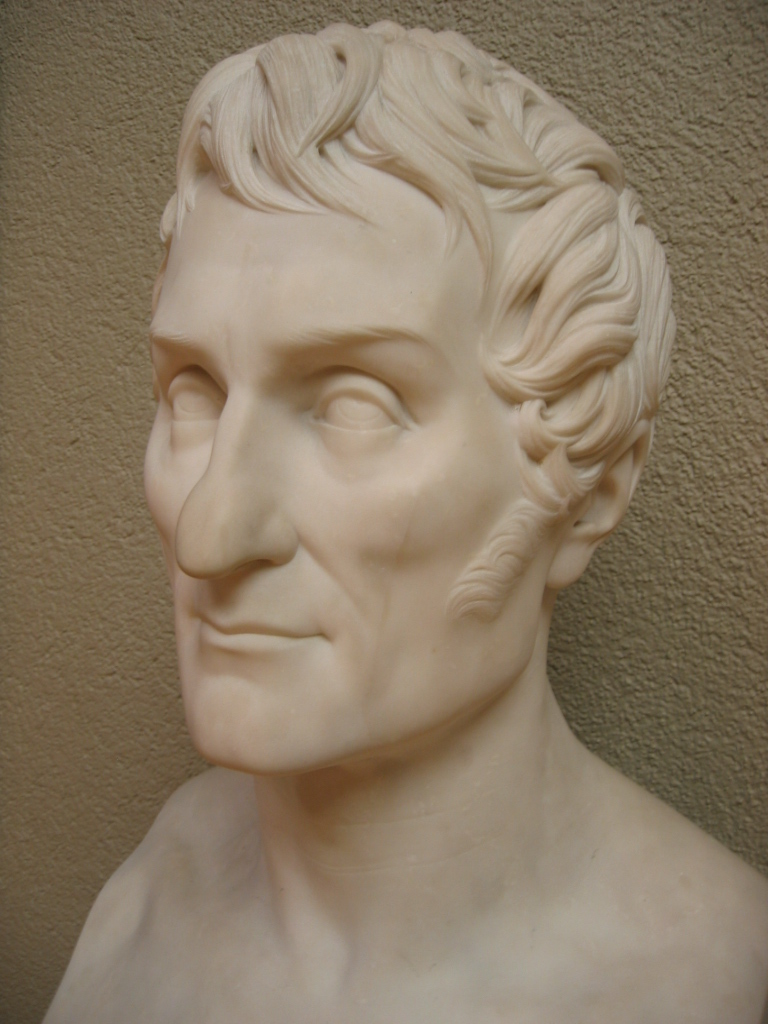
Marmeren buste van Nodier in het Museum voor Schone Kunsten van Besançon

In 1798 werd Nodier benoemd tot adjunct-bibliothecaris van de centrale departementsschool van Doubs. Hij bleef zich engageren voor de zaak van verdachte personen waardoor hij in 1800 zijn functie verloor. Hij pendelde regelmatig tussen Parijs, Besançon en Dole. In die periode schreef hij zijn eerste twee romans, Stella ou les proscrits (1802) en Le peintre de Salzbourg, journal des émotions d’un cœur souffrant (1803).
In een brief aan Napoleon Bonaparte maakt Nodier zich bekend als de anonieme auteur van het pamflet La Napoléone dat in Londen was verschenen en waarin hij hem op een satirische wijze bekritiseerde. Het kostte hem een verblijf van 36 dagen in de gevangenis. Hij nam deel aan een samenzwering tegen de pas gekroonde keizer, maar dankzij de invloedrijke vrienden van zijn vader bleef hem een nieuwe straf bespaard. Na een tijd van rondzwerven kon hij zich in 1808 definitief vestigen in Dole waar hij dat jaar eveneens huwde. Het jaar nadien werd hij secretaris van de in Amiens verblijvende Engelse essayist en biograaf Herbert Croft. Het jaar nadien keerde het gezin terug naar de Jura en zette hij er zijn literair werk verder.
In 1812 werd Nodier benoemd tot bibliothecaris in Ljubljana, de hoofdstad van de Illyrische Provincies, dat door het Eerste Franse Keizerrijk was geannexeerd. Hij werd eveneens hoofdredacteur van het dagblad Télégraphe officiel des Provinces Illyriennes dat in het Frans, het Duits en het Italiaans verscheen. Het was daar dat hij de roman Jean Sbogar, histoire d’un bandit illyrien mystérieux schreef. Het werk werd uiteindelijk pas in 1818 gepubliceerd. Het verhaal speelt zich af in de omgeving van Triëst,  Duino en Venetië waarin de brigands, die hij neerzet als sympathieke bandieten, de hoofdrol spelen.

### Literaire bloeiperiode
Na de teruggave van het gebied aan het Keizerrijk Oostenrijk in 1813 keerde Nodier terug naar Parijs waar hij politiek journalist werd van de krant Journal des débats. Nodier, die een overtuigd royalist geworden was, dook onder tijdens de Honderd Dagen. Tijdens de Restauratie hernam hij zijn journalistieke activiteiten.
Het was vanaf dat moment dat zijn literaire loopbaan een hoge vlucht nam. Hij schreef een aantal romans maar zijn naam in de literatuurgeschiedenis is vooral verbonden met de talrijke novellen die hij tussen 1820 en 1830 schreef. Het waren horrorverhalen (zoals Smarra, ou les démons de la nuit, Trilby ou le lutin d’Argail en La Fée aux miettes) geïnspireerd naar Duits en Engels model waarmee hij de zogeheten zwarte romantiek van spook- en griezelverhalen in Frankrijk introduceerde.
Vanaf 1821 werd Nodier eveneens medewerker van het royalistische tijdschrift La Quotidienne. Nadat  al door koning Lodewijk XVIII te zijn benoemd in de Orde van de Lelies werd hij in 1822 onderscheiden met een benoeming in het Franse Legioen van Eer. In 1824 werd hij benoemd tot directeur van de Bibliothèque de l'Arsenal in Parijs. In zijn ambtswoning richtte hij een literaire salon in die uitgroeide tot het voornaamste trefpunt van de eerste generatie romantici met onder meer de jonge Victor Hugo, Alexandre Dumas père, François René de Chateaubriand, Théophile Gautier, Alfred de Musset, Alfred de Vigny, Gérard de Nerval, Charles Augustin Sainte-Beuve en Honoré de Balzac. De literaire kring kreeg de naam Le Cénacle en wordt door  literatuurhistorici algemeen beschouwd als de wieg van de Franse romantiek.

### Nadagen
In 1833 werd Nodier benoemd tot lid van de Académie française waar hij zitting had in de commissie van de Dictionnaire de l'Académie française.
Hoewel zijn periode als bibliothecaris in de Arsenal - een functie die hij vervulde tot zijn dood - zijn vruchtbaarste periode was, begon in het midden van de jaren 1830 zijn invloed te verminderen in het voordeel van Victor Hugo. Hij stierf begin 1844 op 63-jarige leeftijd in zijn woning en werd begraven op de Cimetière du Père-Lachaise waar hij in de buurt ligt van Honoré de Balzac die enkele jaren na hem stierf.

## Werken

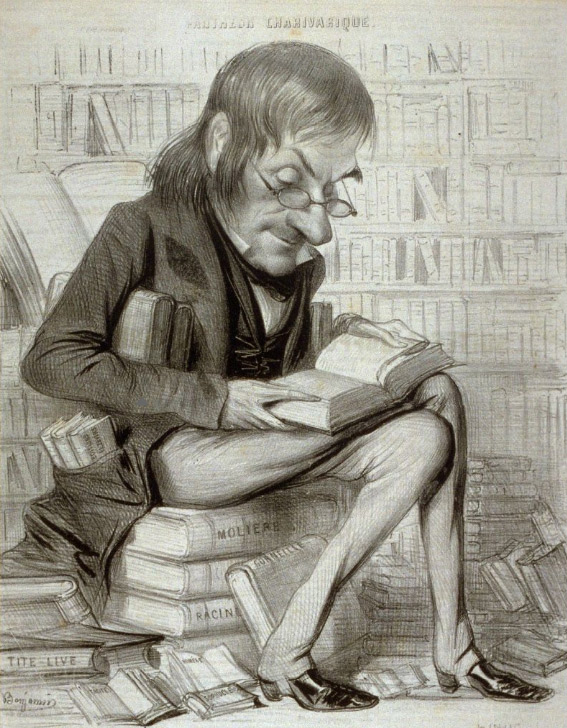
Charles Nodier

- Dissertation sur l'usage des antennes dans les insectes, 1798
- Pensées de Shakespeare extraites de ses ouvrages, 1800
- Bibliographie entomologique, 1801
- La Napoléone, pamflet, 1802|
- Stella ou les proscrits, roman, 1802
- Le peintre de Salzbourg, journal des émotions d’un cœur souffrant, roman, 1803
- Prophétie contre Albion, 1804
- Essais d’un jeune barde, dichtbundel, 1804
- Les Tristes, ou mélanges tirés des tablettes d'un suicidé, 1806
- Dictionnaire des onomatopées françaises, 1808
- Apothéoses et imprécations de Pythagore, 1808
- Archéologue ou système universel des langues, 1810
- Questions de littérature légale, 1812
- Histoire des sociétés secrètes de l'armée, 1815
- Napoléon et ses constitutions, 1815
- Le vingt et un janvier, 1816
- Jean Sbogar, histoire d’un bandit illyrien mystérieux, 1818
- Thérèse Aubert, roman d’amour pendant les guerres vendéennes, 1819
- Le Vampire, melodrama, 1820
- Mélanges de littérature et de critique, 2 delen, 1820
- Adèle, roman, 1820
- Voyages pittoresques et romantiques dans l'ancienne France, met baron Taylor, 1820
- Romans, nouvelles et mélanges, 4 delen, 1820
- Smarra, ou les démons de la nuit, fantastisch verhaal, 1821
- Promenade de Dieppe aux montagnes d’Écosse, 1821
- Le Délateur, drame, 1821
- Bertram, ou le château de Saint-Aldobrand, tragedie, 1821
- Trilby ou le lutin d’Argail, fantastisch verhaal, 1822
- Infernaliana, 1822
- Essai sur le gaz hydrogène et les divers modes d'éclairage artificiel, 1823
- Dictionnaire universel de la Langue française, 1823
- Bibliothèque sacrée grecque-latine de Moïse à saint Thomas d'Aquin, 1826
- Poésies diverses, 1827 en 1829
- Faust, drama, 1828
- Mélanges tirés d’une petite bibliothèque, 1829
- Histoire du roi de Bohême et de ses sept châteaux, 1830
- De quelques phénomènes du sommeil, 1830
- Souvenirs, épisodes et portraits pour servir à l'histoire de la Révolution et de l'Empire, 2 delen, 1831
- Les sociétés populaires, 1831
- La Fée aux miettes, fantastisch verhaal, 1832
- Mademoiselle de Marsan, fantastisch verhaal, 1832
- Jean-François les Bas-bleus, 1832
- Rêveries littéraires, morales et fantastiques, 1832
- Souvenirs de la jeunesse, 1832
- Le dernier banquet des Girondins, 1833
- Trésors des fèves et fleurs des pois, 1833
- Notions élémentaires de linguistique, 1834
- Du langage factice appelé macaronique, 1834
- M. Cazotte, 1834
- La Péninsule, tableau pittoresque, verhalen in proza en poëzie, 1835
- La Saône et ses bords, 1835-1836
- La Seine et ses bords, 1836-1837
- Paris historique, 3 delen, 1837-1840
- Inès de Las Sierras, 1837
- Les quatre talismans et la légende de sœur Béatrix, 1838
- Bonaventure Desperiers
- La neuvaine de la chandeleur et de Lydie, 1839
- Souvenirs et portraits de la Révolution, 1840
- Description raisonnée d'une jolie collection de livres, 1842
- Stances à M. Alfred de Musset
- Journal de l'expédition des Portes de Fer, 1844
- Franciscus Columna, 1844

## Uitgaven
- Œuvres complètes, 12 delen, 1832-1837